# Полум'яна Рута
«Полум'яна Рута» — другий офіційний студійний альбом українського фолк-метал гурту «Тінь Сонця». Він вийшов 16 березня 2007. Запис здійснено на студії Pushkin Records, а офіційним видавцем альбому виступив продюсерський центр Наш Формат.

## Про альбом
Презентація альбому відбулася 16 березня 2007, в культурно-мистецькому центрі Національного університету «Києво-Могилянської Академії», де спочатку пройшла прес-конференція, а потім концерт. Також перед концертом було театралзоване дійство на тему «Легенда про полум'яну руту», режисеркою та сценаристкою якого виступила Інна Сластьон.
До 2016 під композицію «Козаки» виходив на ринг відомий український боксер Олександр Усик, та через розбіжності у поглядах самого боксера, автора пісні та гурту Тінь Сонця, боксер змінив пісню на композицію Василя Жадана «Браття».
Композиція з альбому «Козаки» взяла участь в голосуванні, у якому кожен охочий міг проголосувати за пісню-візитівку збірної України з футболу на Євро-2016 з числа представлених або запропонувати свій варіант. Саме голосування проходило з 16 по 20 грудня 2015. Трек спочатку не був представлений серед списку пісень для вибору, але його запропонували вболівальники і після цього його додати у список. Ця композиція зайняла перше місце, випередивши такі композиції як Океан Ельзи «Вставай» та «Червону руту».

## Список композицій
| Стандартне видання        | Стандартне видання                      | Стандартне видання | Стандартне видання | Стандартне видання |
| #                         | Назва                                   | Автор слів         | Автор музики       | Тривалість         |
| ------------------------- | --------------------------------------- | ------------------ | ------------------ | ------------------ |
| 1.                        | «Слався, Мати-Русь!»                    | Сергій Василюк     | Сергій Василюк     | 3:02               |
| 2.                        | «Кривий танець»                         |                    |                    | 2:38               |
| 3.                        | «Козаки»                                | Кирило Момот       | Кирило Момот       | 3:00               |
| 4.                        | «В дикім полі»                          | Олексій Василюк    | Олексій Василюк    | 4:25               |
| 5.                        | «Не вмирай»                             | Сергій Василюк     | Сергій Василюк     | 5:19               |
| 6.                        | «Пісня Чугайстра» (переспів Gods Tower) | Сергій Василюк     | Gods Tower         | 9:28               |
| 7.                        | «Гнилгород»                             | Олексій Василюк    | Сергій Василюк     | 5:39               |
| 8.                        | «Стежки обрію»                          | Сергій Василюк     | Сергій Василюк     | 4:16               |
| 9.                        | «Її лиш тінь»                           | Сергій Василюк     | Сергій Василюк     | 4:09               |
| 10.                       | «Небо»                                  | Іван Лузан         | Іван Лузан         | 7:11               |
| Загальна тривалість 49:07 |                                         |                    |                    |                    |

| Бонусний трек             | Бонусний трек                                         | Бонусний трек                     | Бонусний трек | Бонусний трек |
| #                         | Назва                                                 | Автор слів                        | Автор музики  | Тривалість    |
| ------------------------- | ----------------------------------------------------- | --------------------------------- | ------------- | ------------- |
| 11.                       | «Песьня Чугайстра» (переспів Gods Tower, білоруською) | Вітаўт Мартиненка, Сергій Василюк | Gods Tower    | 9:28          |
| Загальна тривалість 58:35 |                                                       |                                   |               |               |

## Учасники запису
У записі альбому взяли участь:
| - Сергій Василюк — вокал, бек-вокал (треки 5, 6, 8, 11) бас, акустична гітара (трек 8), бубон (треки 6 та 11) - Іван Лузан — бандура, клавішні (трек 10), бек-вокал (треки 6, 10 та 11) - Андрій Хаврук — гітара, клавішні (треки 7-9), бек-вокал (трек 5), зведення - Володимир Хаврук — ударні - Софія Рогальська — скрипка - Кирило Момот — гітара | - Ольга Мільграндт — віолончель (треки 6 та 11) - Ростислав Малінін — зведення, звукооператор - Тарас Давиденко — звукооператор - Олег Вакалюк — художник - Анна Гребінь — дизайн |